# Bruis
Bruis – miejscowość i dawna gmina we Francji, w regionie Prowansja-Alpy-Lazurowe Wybrzeże, w departamencie Alpy Wysokie. W 2014 roku populacja gminy wynosiła 76 mieszkańców. 
W dniu 1 lipca 2017 roku z połączenia trzech ówczesnych gmin – Bruis, Montmorin oraz Sainte-Marie – utworzono nową gminę Valdoule. Siedzibą gminy została miejscowość Bruis. 